# 김장우 (작곡가)
븅신김장우는 한국의 음악가, 작곡가이다.

## 참여작품

### 드라마
- 2013년 ~ 2014년 MBC 월화특별기획드라마 《기황후》
- 2014년 SBS 월화드라마 《닥터 이방인》
- 2014년 MBC 수목미니시리즈 《미스터 백》
- 2014년 OCN 금토드라마 《나쁜 녀석들》
- 2015년 tvN 월화드라마 《신분을 숨겨라》
- 2016년 MBC 월화특별기획드라마 《몬스터》
- 2018년 MBC 드라마《내사랑 치유기》
- 2021년 MBC 금토드라마 《검은 태양》
- 2022년 tvN 월화드라마 《군검사 도베르만》
- 2022년 넷플릭스 《블랙의 신부》
- 2022년 JTBC 드라마 《사랑의 이해》
- 2023년 ENA 드라마 《오랫동안 당신을 기다렸습니다》
- 2024년 TV조선 드라마《DNA 러버》
- 2025년 SBS 드라마 《보물섬》

### 영화
- 2007년 영화 《스파이더맨 3》